# احتجاجات قرقل باغستان
اندلعت الاحتجاجات في منطقة قرقل باغستان المتمتعة بالحكم الذاتي في أوزبكستان في 1 يوليو 2022 بسبب التعديلات التي اقترحها الرئيس الأوزبكي شوكت ميرضيايف، على دستور أوزبكستان، والتي كانت ستنهي وضع قرقل باغستان كمنطقة حكم ذاتي في أوزبكستان والحق في الانفصال عن أوزبكستان من خلال الاستفتاء. بعد يوم من بدء الاحتجاجات في نوكوس عاصمة قرقل باغستان، سحب الرئيس التعديلات الدستورية. وقالت الحكومة المحلية في قرقل باغستان إن المتظاهرين حاولوا اقتحام المباني الحكومية.
على الرغم من التنازلات التي قدمتها الحكومة الأوزبكية في الحفاظ على الحكم الذاتي لقرقل باغستان، استمرت الاحتجاجات في التزايد، مما أدى إلى قطع الإنترنت في جميع أنحاء قرقل باغستان في 2 يوليو، وأعلن الرئيس ميرضيايف حالة الطوارئ في المنطقة.

## خلفية
منطقة قرقل باغستان هي جمهورية تتمتع بالحكم الذاتي وتقع في غرب أوزبكستان وهي موطن لعرقية القراقلبقيون ، وهي الشعوب الناطقة بالتركية التي تنتمي إلى اللغات التركية الشمالية الغربية ويبلغ تعدادها حوالي 752،000 أو 2.2٪ من سكان أوزبكستان. على مدار التاريخ ، كانت أراضي قرقل باغستان تحت سيطرة إمبراطوريات مختلفة قبل تشكيل هويتها الحالية في حوالي القرن السابع عشر كاتحاد منفصل للقبائل البدوية التي كانت تنتمي في البداية إلى خانية القازاق ،  ويرتبط سكان قرقل باغستان بعلاقات ثقافية وثيقة مع الكازاخيين من حيث العادات والثقافة المادية واللغة على عكس الأوزبك.
بعد إنشاء الاتحاد السوفيتي ، جرت عملية ترسيم الحدود في عهد جوزيف ستالين في آسيا الوسطى من قِبل المنظمات الشيوعية المحلية تحت تأثير المثقفين القوميين العرقيين وقد جرت على أساس بيانات التعداد القيصري السوفيتي المتأخر وأوائل التعداد السوفيتي. ومع ترسيم الحدود الجديدة ، كانت ثنائية اللغة والهويات المتعددة الجنسيات في المناطق شائعة ، في حين أن الانقسامات اللغوية والعرقية كان ينظر إليها في كثير من الأحيان من خلال الانقسام السياسي بين المناطق الحضرية والريفية. تشكلت منطقة قرقل باغستان ذات الحكم الذاتي في عام 1925 داخل جمهورية كازاخستان الاشتراكية السوفيتية ذات الحكم الذاتي وجرى نقلها إلى جمهورية روسيا الاتحادية الاشتراكية السوفياتية حيث أصبحت في عام 1932 جمهورية كاراكالباك الاشتراكية السوفيتية المتمتعة بالحكم الذاتي وجرى دمجها بالكامل في جمهورية أوزبكستان الاشتراكية السوفياتية في عام 1936 حيث احتفظت بوضعها الراهن كحكم ذاتي.
في ديسمبر 1990 ، خلال فترة البيريسترويكا ، تبنى المجلس الأعلى لجمهورية قرقل باغستان الاشتراكية السوفياتية «إعلان سيادة الدولة» عن الاتحاد السوفيتي الذي سمح لقرقل باغستان بالحصول على الاستقلال عن طريق الاستفتاء بينما أعلنت جمهورية أوزبكستان الاشتراكية السوفياتية استقلالها في أغسطس 1991 بعد وقت قصير من محاولة الانقلاب السوفيتي الفاشلة. بحلول ذلك الوقت ، اعترفت الحكومة السوفيتية المركزية بقرقل باغستان على أنها تتمتع «بوضع الدولة» ، وفي نوفمبر 1991 ، جرى انتخاب Dauletbay Shamshetov [Шамшетов, Даулетбай Нуратдинович] ليصبح أول رئيس لقرقل باغستان قبل أن يتنحى في يونيو 1992. بعد حل الاتحاد السوفيتي ، جرى تشكيل جمهورية قرقل باغستان في يناير 1992 ،  وأصبحت فيما بعد جمهورية تتمتع بالحكم الذاتي تحت السلطة الأوزبكية باعتماد دستور أوزبكستان في ديسمبر 1992. في عام 1993 ، وُقِّعت اتفاقية بين الدول لمدة 20 عامًا بشأن دخول جمهورية قرقل باغستان إلى أوزبكستان من قبل الحكومتين والتي منحت حق قرقل باغستان في الانفصال عن أوزبكستان من خلال استفتاء. وبانتهاء الاتفاقية في عام 2013 ، جرى نسيانها إلى حد كبير.

### تجفيف بحر الآرال
كان بحر آرال تاريخيًا جزءًا من ثقافة قرقل باغستان، وترتبط المنطقة عمومًا بتجفيفه. نتيجة لاستنزاف بحر الآرال ، أصبحت قرقل باغستان واحدة من أفقر مناطق أوزبكستان ،  وتدهورت الظروف المعيشية نتيجة قلة مياه الشرب وانتشار الأمراض المعدية. كما أدى استمرار تناقص المناطق القابلة السكن في قرقل باغستان نتيجة لاستنزاف بحر آرال إلى انخفاض كبير في الفرص ، وألقى الكثيرون في المنطقة باللوم على استنزاف قرقل باغستان في تدهور الوضع في المنطقة.

### التعديل الدستوري المقترح
في أواخر يونيو 2022 ، اقترح رئيس أوزبكستان شوكت ميرضيايف 170 تعديلاً لدستور أوزبكستان ، للتصويت عليها في استفتاء. كان من بين التعديلات الأكثر إثارة للجدل تعديلًا يغير مدة الولاية الرئاسية من خمس إلى سبع سنوات ، بالإضافة إلى إزالة حدود الولاية ، والتعديلات التي من شأنها أن تقلل بشكل كبير من الحكم الذاتي لقرقل باغستان ، بما في ذلك إلغاء الحق في الانفصال عن أوزبكستان عبر الاستفتاء.

## الاحتجاجات

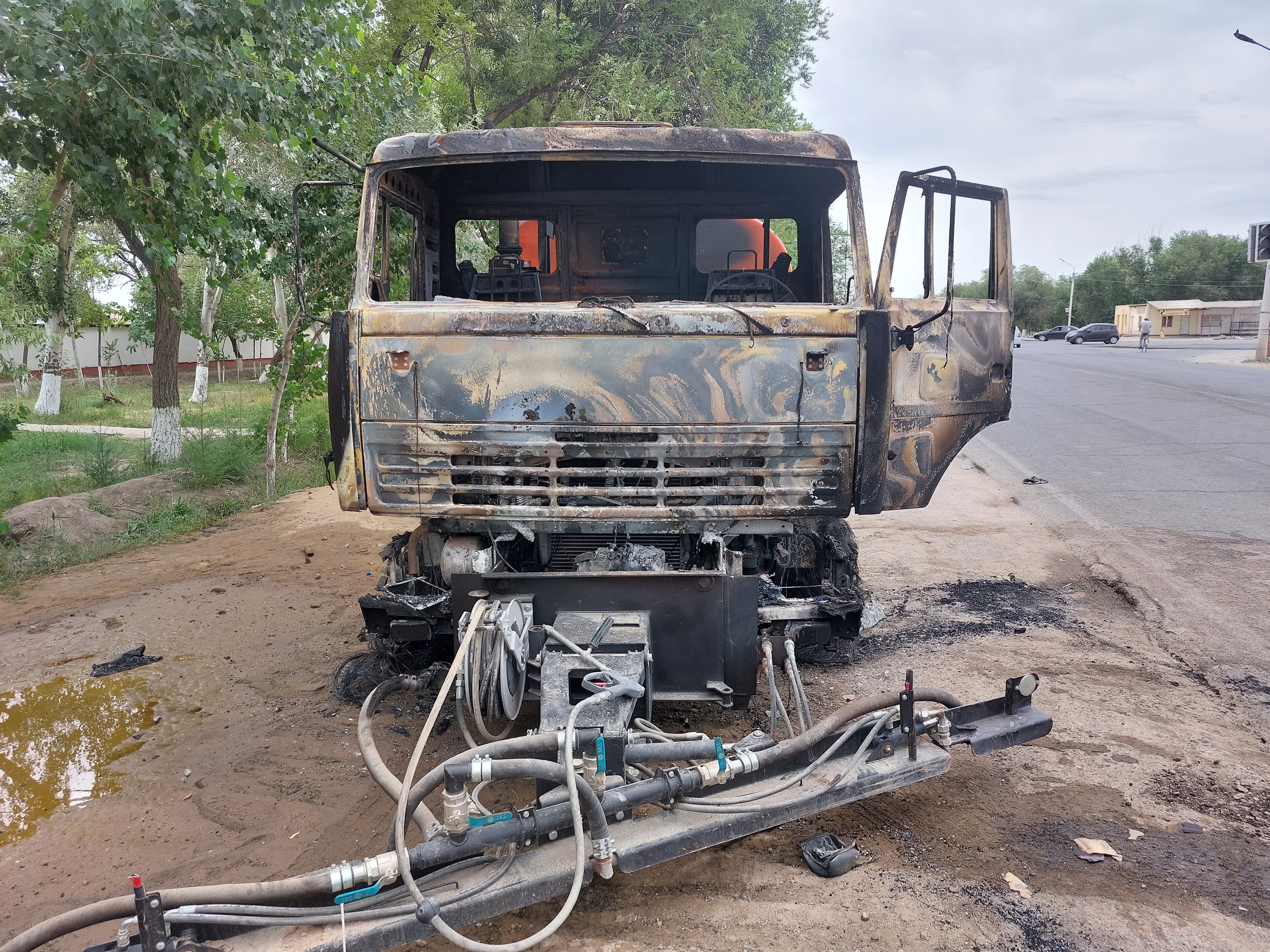
عواقب احتجاجات كاراكالباك 2022

في 1 يوليو 2022 ، احتج آلاف الأشخاص على التعديلات الدستورية المقترحة في نوكوس عاصمة قرقل باغستان وفي جميع أنحاء المنطقة. أفاد المنفذ الإخباري التركماني وجود تعزيزات من الحرس الوطني الأوزبكستاني في بلدتين في قرقل باغستان نتيجة للاحتجاجات. وذكرت Eurasianet أن سبب الاحتجاجات الأخرى هو اعتقال دوليتمورات تازيموراتوف ، المحامي والصحفي في قرقل باغستان، قبل أن يلتقي بأشخاص في نوكوس.
في اليوم التالي للاحتجاجات ، وافق الرئيس على سحب التعديلات المقترحة على الدستور فيما يتعلق بالحكم الذاتي لقرقل باغستان. وفي الوقت نفسه ، قالت حكومة قرقل باغستان أن المتظاهرين حاولوا اقتحام المباني الحكومية. ثم جرى حظر على الإنترنت في قرقل باغستان ،  وأعلنت الحكومة الأوزبكية حالة الطوارئ في المنطقة.
بحلول 4 يوليو 2022 ، أشار السياسي المعارض بولات أهونوف إلى أن الوضع يبدو أنه قد استقر بعد حالة الطوارئ وفرض حظر التجول، لكنه أعرب في الوقت نفسه عن مخاوفه من أن الاضطرابات قد تتصاعد إلى صراع عرقي بين الأوزبك وسكان قرقل باغستان ، قائلاً «بشكل عام ، أعتقد أن الوضع بدأ يستقر ، لكن هناك نوعًا آخر من الخطر. هناك معلومات عن اشتباكات عرقية بين القراقلبقيين والأوزبك.. .. لن يتعلق الأمر بوضع قرقل باغستان، بل سيكون الصراع بين القراقلبقيين والأوزبك».
خلال عطلة نهاية الأسبوع من 1 إلى 2 يوليو 2022 ، زار الرئيس ميرضيايف قرقل باغستان مرتين ،  وانتقد علنًا شخصيات قرقل باغستان الموالية للحكومة لعدم إخباره بمعارضة العامة للقوانين مسبقًا.  بعد اجتماع في 4 يوليو مع نواب قرقل باغستان، ادعى أن قادة الاحتجاجات حاولوا السيطرة على مباني الحكومة المحلية من أجل الحصول على أسلحة ، وقال أيضًا: «مستغلين تفوقهم العددي ، هاجم هؤلاء الرجال ضباط إنفاذ القانون ، بالضرب المبرح عليهم وإلحاق إصابات خطيرة». وبحسب ميرضيايف ، فقد عقد اجتماعا مع رئيس المجلس الأوروبي شارل ميشيل نوقش خلاله إجراء تحقيق مستقل في الاضطرابات. ومرة أخرى ألقى باللوم على «العصابات الإجرامية» في أعمال العنف.

### الوفيات والإصابات
كانت هناك مخاوف واسعة النطاق بشأن احتمال وقوع خسائر كبيرة نتيجة للاحتجاجات. واعترف الرئيس ميرضيايف بحدوث إصابات في صفوف المدنيين وقوات الأمن على حد سواء ، مدعيا أن مثيري الشغب نفذوا «أعمالا هدامة». وقال بولات أهونوف لرويترز إن خمسة أشخاص على الأقل لقوا حتفهم.
وقال سلطان بك زيايف ، وزير الصحة في قرقل باغستان ، إن مستشفيات نوكوس امتلأت بالمحتجين الذين أصيبوا في اشتباكات مع قوات الأمن ، وأن «الآلاف» نقلوا إلى المستشفى.
في 4 يوليو، أفاد مكتب المدعي العام في أوزبكستان بمقتل 18 شخصًا وإصابة 243 آخرين في نوكوس ، على الرغم من أن شخصيات المعارضة ذكرت أن الرقم الحقيقي أعلى من ذلك بكثير.
وقال شهود عيان إن قوات الأمن أطلقت الرصاص المطاطي على الحشود. وقالت بعض التقارير ، التي لم يتسن التحقق منها بشكل مستقل ، إن طائرات بدون طيار ألقت قنابل دخان وغاز مسيل للدموع بشكل عشوائي على المتظاهرين. واعترفت السلطات باستخدام قنابل الدخان والغاز المسيل للدموع فقط.
يُزعم أن مقطع فيديو جرى تداوله على وسائل التواصل الاجتماعي أظهر كمية كبيرة من الدم في الشارع في نوكوس. وزعمت وسائل الإعلام المحلية في وقت لاحق أن اللون الأحمر في الفيديو كان نتيجة رش خراطيم المياه ذات الصبغة الحمراء من قبل الشرطة. ومع ذلك ، أشارت منظمة العفو الدولية إلى أنه لا يزال من المستحيل التحقق من الفيديو وما إذا كان دمًا أم لا ، نتيجة انقطاع الإنترنت. وبحسب رويترز ، كانت الاحتجاجات الأكثر دموية منذ مذبحة أنديجان عام 2005 ، والتي قُتل فيها 173 شخصًا وفقًا لتقديرات الحكومة.

## ردود الفعل
- روسيا البيضاء – في مقابلة بخصوص يوم الاستقلال البلاروسي، قال رئيس روسيا البيضاء ألكسندر لوكاشينكو أن الأجانب وخصوصًا الغربيين قد لعبوا دورًا في الاحتجاجات، وإشار إلى التشابه مع الاحتجاجات الكازاخستانية. وفي إشارة إلى نفوذ الصين في المنطقة، صرح لوكاشينكو أن «آسيا الوسطى ، مثلنا تمامًا ، عالقة بين حريقين: الأوروبيون والأمريكيون من جهة والصين من جهة أخرى. الصين تساعد آسيا الوسطى من أجل البقاء والصمود. ستكون هذه المعركة في آسيا الوسطى في المستقبل القريب. وقد أصبحت أعراض ذلك واضحة بالفعل.»[31]
- الصين - في مؤتمر صحفي ، قال المتحدث باسم وزارة الخارجية الصينية تشاو لي جيان إن الصين تدعم الحكومة الأوزبكية في الحفاظ على الاستقرار الوطني والوحدة تحت قيادة الرئيس ميرضيايف.[32]
- الاتحاد الأوروبي – أعرب الاتحاد الأوروبي عن قلقه إزاء الأحداث التي وقعت في قرقل باغستان، وحث جميع الأطراف على ضبط النفس ، قائلاً: «إن الاتحاد الأوروبي يحث السلطات على ضمان حقوق الإنسان ، بما في ذلك الحقوق الأساسية في حرية التعبير وحرية التجمع ، بما يتماشى مع قانون أوزبكستان والالتزامات الدولية».[33]
- الهند - أصدر المتحدث باسم وزارة الشؤون الخارجية الهندية أريندام باجشي، بيانًا يدعم جهود الحكومة الأوزبكية لاستعادة القانون والنظام ، ومنع أي تصعيد إضافي للوضع. كما قدم تعازيه لمن ماتوا في الاحتجاجات.[34]
- كازاخستان – أصدرت وزارة الخارجية الكازاخستانية بيانًا لدعم الحكومة الأوزبكية. وجاء في البيان «إننا نرحب وندعم قرارات القيادة العليا لأوزبكستان لتحقيق الاستقرار في قرقل باغستان. ونحن على ثقة من أن السلام والهدوء سيسودان في أوزبكستان الشقيقة عشية أهم حدث سياسي - الاستفتاء على التعديلات الدستورية».[35]
- قيرغيزستان – في اتصال هاتفي مع الرئيس ميرضيايف ، قال رئيس قيرغيزستان صدير جباروف إنه يدعم بشكل كامل جهود الحكومة الأوزبكية لتحقيق الاستقرار في قرقل باغستان.[36]
- روسيا – وقالت وزارة الخارجية الروسية إن الأمر يتعلق بشؤون أوزبكية محلية ، لكنها أعربت عن ثقتها في السلطات الأوزبكية ، ودعت الأطراف المعنية إلى حل المخاوف عبر «الوسائل القانونية» بدلاً من أعمال الشغب.
- تركيا – أعربت وزارة الخارجية التركية عن ثقتها في أن الحكومة الأوزبكية وشعبها سيحلون القضايا «بالمنطق السليم وفي جو من السلام والهدوء». كما ذكرت وزارة الخارجية أنها تولي أهمية كبيرة لاستقرار وازدهار أوزبكستان.[37]
- تركمانستان – وأصدرت وزارة خارجية تركمانستان بيانا قالت فيه إنها «تدعم الإجراءات السريعة والحاسمة التي تتخذها قيادة أوزبكستان لحماية النظام الدستوري وسيادة القانون في البلاد وسلامة وطمأنينة السكان».[38]
- الولايات المتحدة – حث المتحدث باسم وزارة الخارجية الأمريكية نيد برايس السلطات الأوزبكية على «حماية جميع الحقوق الأساسية ، بما في ذلك التجمع السلمي والتعبير» ودعا إلى إجراء تحقيق في أعمال العنف.[39]